# Andreas Hoffer
Andreas Mårten Björn Hoffer, född 27 november 1980, är en svensk före detta barnskådespelare.
Hoffer spelade huvudpersonen Sune Andersson då Sunes universum filmatiserades i början av 1990-talet.
Hoffer växte upp i Täby och startade sin karriär 1991 då Sunes jul gick som julkalender i Sveriges Television. Han hade upptäckts som skådespelare på en McDonalds-restaurang inför inspelningen av Sunes jul. 1993 medverkade han även i långfilmen Sunes sommar.

## Filmografi
- 1991 – Sunes jul (TV-serie)
- 1993 – Sunes sommar